# Dasylophia
Dasylophia är ett släkte av fjärilar. Dasylophia ingår i familjen tandspinnare.

## Bildgalleri

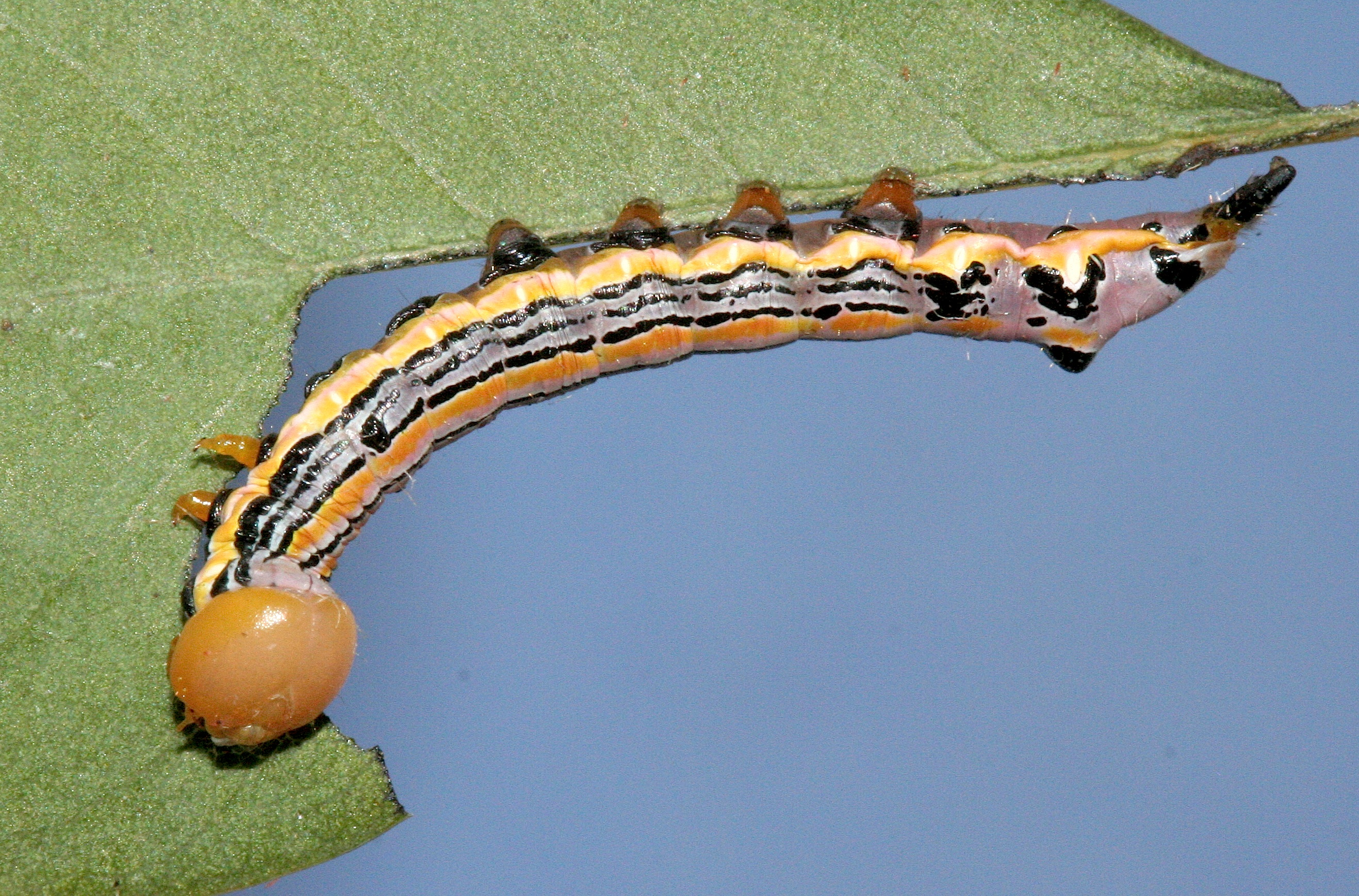
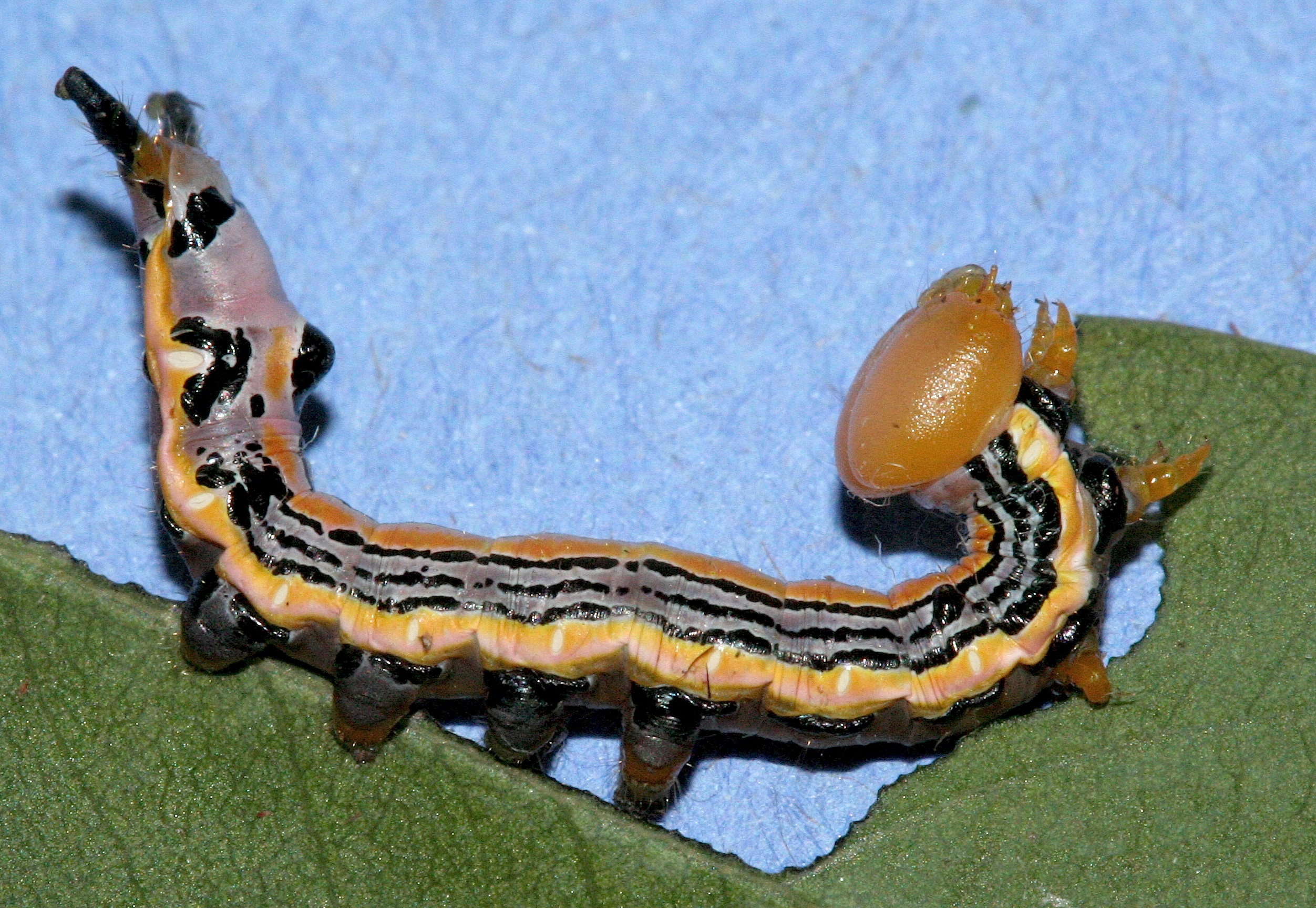

## Dottertaxa tillDasylophia, i alfabetisk ordning[1]
- Dasylophia abbreviata
- Dasylophia abnormis
- Dasylophia anguina
- Dasylophia angustipennis
- Dasylophia bigeminata
- Dasylophia blaizea
- Dasylophia cana
- Dasylophia colimata
- Dasylophia cucullifera
- Dasylophia dares
- Dasylophia dognini
- Dasylophia eminens
- Dasylophia franzina
- Dasylophia goraxa
- Dasylophia grenadensis
- Dasylophia guarana
- Dasylophia improvisa
- Dasylophia inca
- Dasylophia ineminensis
- Dasylophia interna
- Dasylophia jaliscana
- Dasylophia ligea
- Dasylophia limbata
- Dasylophia lucia
- Dasylophia lupia
- Dasylophia maxtla
- Dasylophia mocosa
- Dasylophia obscura
- Dasylophia osmophora
- Dasylophia placida
- Dasylophia punctagorda
- Dasylophia punctata
- Dasylophia pythia
- Dasylophia riparia
- Dasylophia robusta
- Dasylophia rufitincta
- Dasylophia russula
- Dasylophia saturata
- Dasylophia signata
- Dasylophia terrena
- Dasylophia thyatiroides
- Dasylophia tripartita
- Dasylophia wellingi
- Dasylophia xylinata